# Fritz Buschle

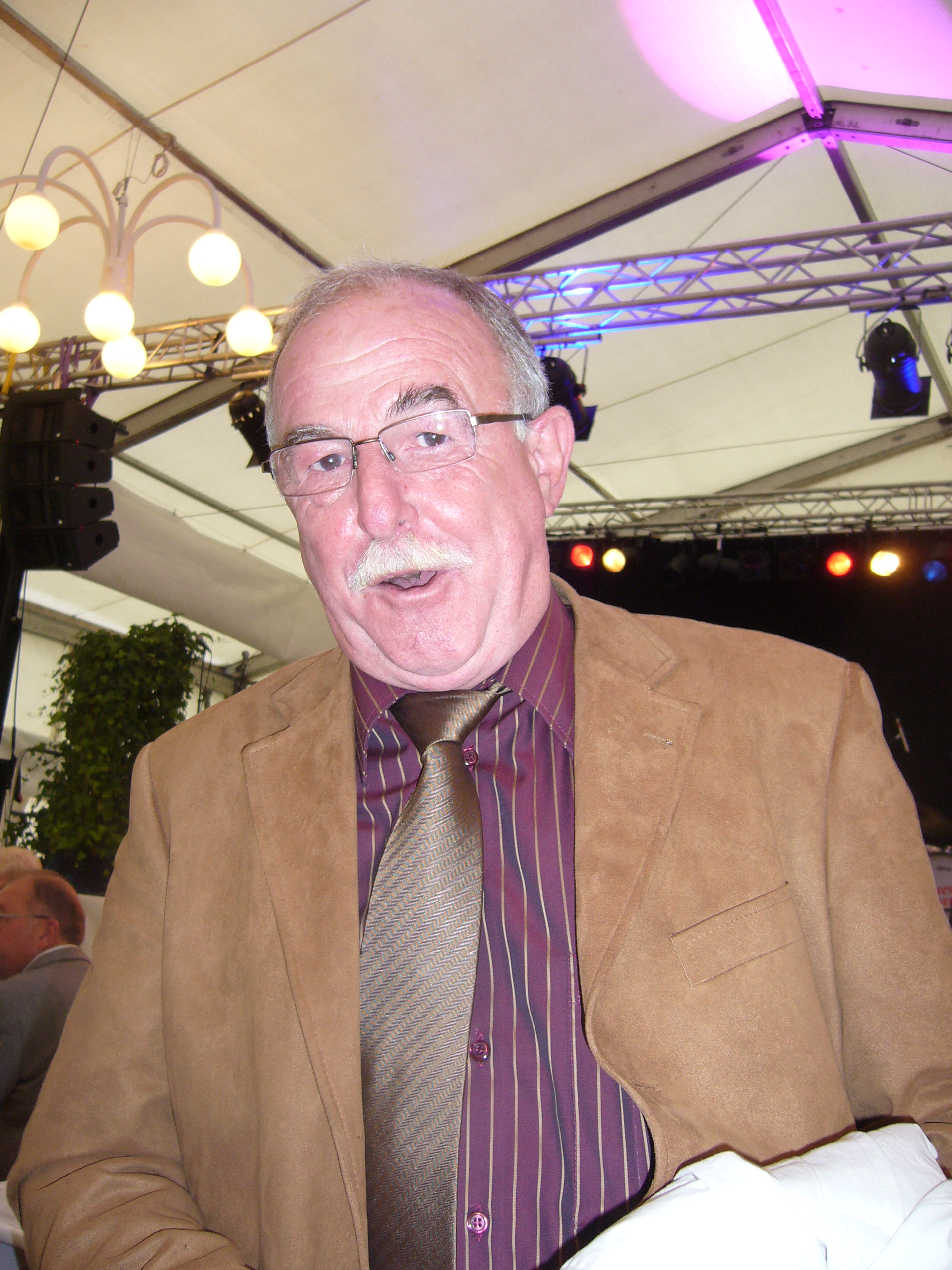
Fritz Buschle bei den Feierlichkeiten zu fünf Jahren Ringzug 2008

Fritz Buschle (* 6. November 1951 in Tuttlingen) ist ein deutscher Politiker (SPD). Er war von 2006 bis 2011 Abgeordneter des Landtags von Baden-Württemberg.

## Leben
Nach dem Besuch der Volksschule von 1958 bis 1966 erlernte Buschle den Beruf des Fernmeldehandwerkers bis 1969. In den nächsten beiden Jahren erlangte er die Fachschulreife an der Ferdinand-von-Steinbeisschule in Tuttlingen. Von 1971 bis 1973 leistete er Wehrdienst. Bis 1976 bildete er sich zum Fernmeldetechniker weiter.
Buschle war bis 1976 Beamter. Danach war er bis 2004 Gebietsvertriebsleiter bei der Firma Siemens. Im Anschluss war er als Vertriebsingenieur bei der Firma Hekatron angestellt. Seit 2005 war er selbstständiger Industrievertreter für elektrische Sicherheitstechnik.
Buschle ist verheiratet und hat zwei erwachsene Töchter.
In der Freizeit ist er seit über 35 Jahren Musiker (Posaune und Trompete) in Stetten, seit 25 Jahren dort Vorsitzender (damit auch Ehrenvorsitzender) und seit 20 Jahren stellvertretender Kreisvorsitzender des Blasmusikverbandes.
Im Mai 2015 bekam er das Verdienstkreuz am Bande verliehen.

## Politische Funktionen
1978 wurde Buschle erstmals zum Ortschaftsrat in Mühlheim/Stetten gewählt, von 1980 bis 2018 war er Gemeinderat in Mühlheim a.d.Donau. Von 1999 bis 2019 gehörte er dem Kreistag des Landkreises Tuttlingen an. Vom 12. April 2006 bis Mai 2011 war Buschle Mitglied des Landtags von Baden-Württemberg, in den er für den Wahlkreis Tuttlingen-Donaueschingen mit einem Wahlergebnis von 20,4 % (−6,3 %) gewählt wurde. Obwohl er bei der Landtagswahl 2011 gegen den Trend der SPD deutlich an Stimmen hinzugewonnen hatte (dies gelang der SPD nur in vier Wahlkreisen), konnte er auf Grund des geänderten Landtagswahlrechts und der Wahlkreisgröße das Mandat nicht wieder erlangen. Er ist Vorstandsmitglied im Kreisseniorenrat des Landkreises Tuttlingen.
Buschle war Mitglied der 13. Bundesversammlung 2009.